# Yelm (Washington)
Yelm es una ciudad ubicada en el condado de Thurston en el estado estadounidense de Washington. En el año 2000 tenía una población de 5.900 habitantes y una densidad poblacional de 368,3 personas por km².

## Geografía
Yelm se encuentra ubicada en las coordenadas 46°56′29″N 122°36′23″O / 46.94139, -122.60639.

## Demografía
Según la Oficina del Censo en 2000 los ingresos medios por hogar en la localidad eran de $39.453, y los ingresos medios por familia eran $45.475. Los hombres tenían unos ingresos medios de $32.037 frente a los $24.474 para las mujeres. La renta per cápita para la localidad era de $15.865. Alrededor del 10,1% de la población estaban por debajo del umbral de pobreza.